# Чакавське наріччя
Ча́кавське наріччя, ча́кавський діале́кт також ча́кавиця — одне з трьох головних наріч хорватської мови, поряд з кайкавським та штокавським. 

## Назва
Назва наріччя походить від вимови займенника «що» («ča» — «ча»), на відміну від кайкавського «кай» («kaj») та штокавського «што» («što», «šta»).

## Поширеність
Чакавське наріччя поширене в Далмації та Істрії: область чакавиці простяглася вузькою смугою вздовж Адріатичного узбережжя від південних островів Корчули й Ластово до півострова Істрія. Існує шерег чакавських анклавів у континентальній Хорватії, у Лиці, Гірському Котарі і Жумбераку. Крім того, чакавською говіркою розмовляє хорватська діаспора у Бургенланді (Австрія), де цей діалект відомий як градищансько-хорватська мова. 

## Історія
Витоки утворення чакавиці сягають ХІІ–ХІІІ століття.
Чакавським наріччя писав свої твори хорватський національний поет Марко Марулич. Ганібал Луцич був одним з перших авторів, які писали на південному чакавському діалекті хорватської мови.
Значний внесок у дослідження чакавського наріччя вніс визначний польський мовознавець Веслав Борись.

## Кількість носіїв
Загалом чакавським наріччям розмовляють близько 12 % хорватів.